# Легенди пожежних
«Легенди пожежних» («Gaisrininkų legendos») — радянський телефільм 1989 року, знятий режисером Аугустінасом Грицюсом на Литовському телебаченні.

## Сюжет
Фільм-гротеск, що висміює роботу команди пожежників та їх старшину.

## У ролях
- Арвідас Ільгініс — Тататайла
- Юозас Мешкаускас — Колмарінскас
- Агне Грегораускайте — Сілкуте
- Інґеборґа Дапкунайте — Марина
- Арунас Сакалаускас — Ельжбетас
- Лінас Паугіс — Печюїтас
- Рімантас Йовас — Пильний
- Юозас Ярушявічюс — Сонний
- Донатас Каткус — інспектор з охорони навколишнього середовища
- Йонас Грицюс — Степонавічюс
- Валдіс Алексайтіс — оператор
- Саулюс Мяркіс — Антанеліс
- Андрюс Жебраускас — епізод
- Валдас Бабаляускас — епізод
- Аугіс Кяпяжинскас — епізод
- Ервінас Пятярайтіс — робітник
- С. Станульоніс — епізод
- Й. Телічонас — епізод
- Людвікас Якимавічюс — епізод
- С. Жибуркус — епізод
- В. Скубеєне — епізод
- В. Гаврін — епізод
- Альгірдас Клова — епізод
- А. Мартінайтіте — епізод
- Ю. Мішкініте — епізод
- В. Жюрінскайте — епізод
- Р. Драгунайте — епізод
- Ю. Шумскайте — епізод
- Р. Валькюнайте — епізод
- Рута Будріте — епізод
- Р. Саснаускайте — епізод
- Г. Грицюте — епізод
- Валда Монтвілайте — диктор ТБ

## Знімальна група
- Режисер — Аугустінас Грицюс
- Сценаристи — Людвікас Якимавічюс, Аугустінас Грицюс
- Оператор — Альбертас Монтвіла
- Композитор — Аудрюс Бальсіс
- Художник — Сигіта Дубаускене